# Muziekkapel Koningin Elisabeth

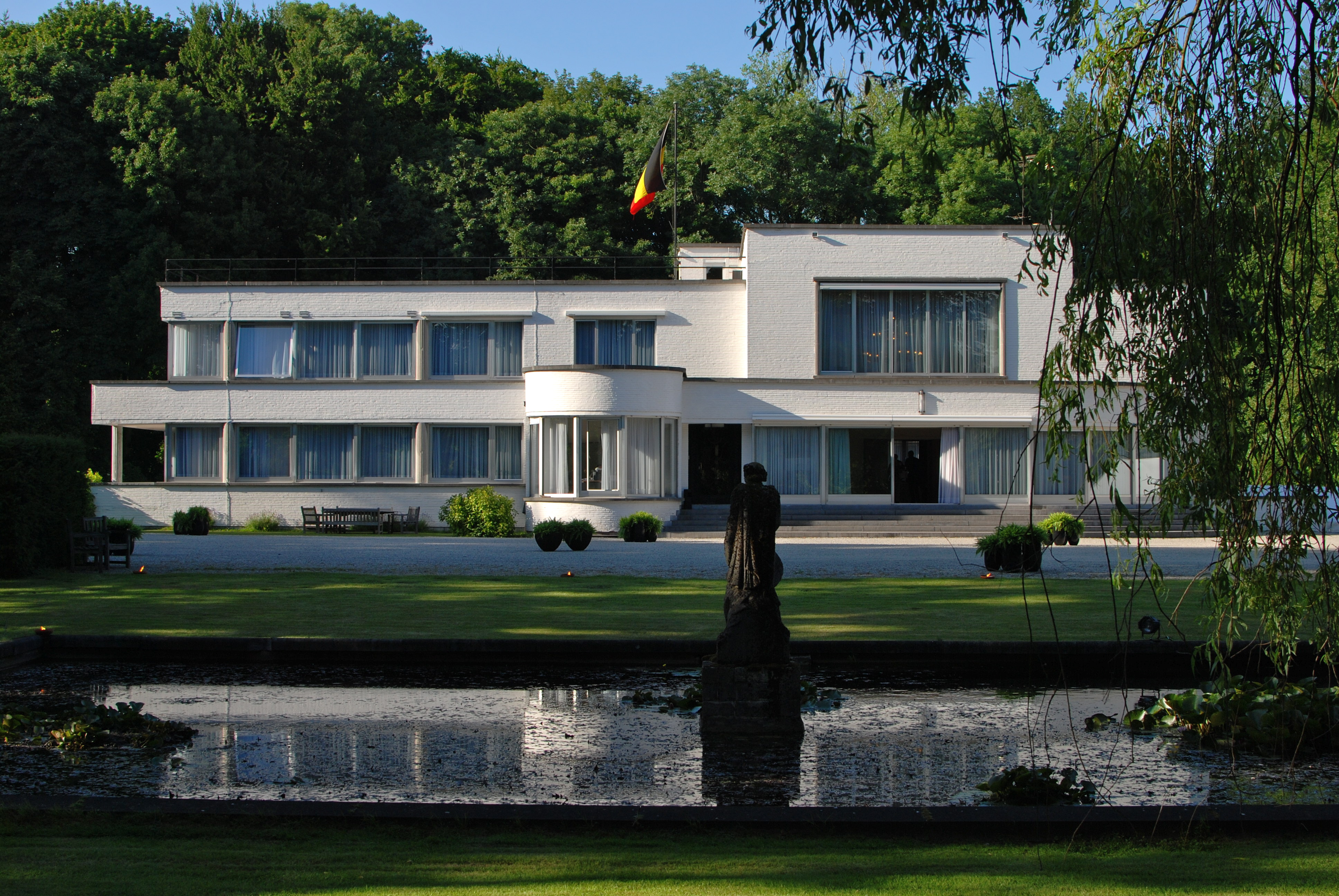
Gebouw van de Muziekkapel Koningin Elisabeth

De Muziekkapel Koningin Elisabeth (Frans: Chapelle Musicale Reine Elisabeth) is een instelling voor muziekonderwijs in de Belgische gemeente Waterloo. Het is stichting van openbaar nut, die in 1939 is ingehuldigd door koningin Elisabeth. In dit gebouw bereiden onder meer de twaalf finalisten van de Koningin Elisabethwedstrijd voor piano, cello of viool zich telkens in volledige afzondering voor op de finale. Zij verblijven hier dan een week voorafgaand aan hun optreden en studeren het verplichte finalewerk in. De partituur van dit verplichte finalewerk ontvangen ze zodra ze in de kapel aankomen. Hierbij moeten ze ook een aantal keren repeteren met het orkest dat ze zal begeleiden tijdens hun optreden.Tijdens de pianowedstrijd van 2021(oorspronkelijk gepland in 2020) waren er tijdelijk maar zes finalisten vanwege de coronapandemie die in 2020 uitbrak. Op deze manier kon dat jaar tijdens de afzondering in de kapel voldoende afstand worden gehouden.

## Geschiedenis
De Muziekkapel gaat terug op het muziekonderricht van Eugène Ysaÿe. Ze werd opgericht in 1939. Het gebouw werd neergezet in opdracht van graaf Paul Auguste Cyrille de Launoit naar de plannen van architect Yvan Renchon op een deel van een eigendom die de graaf in Argenteuil bezat. Het uniek gelegen terrein grenst aan het Zoniënwoud. Het ontwerp sluit goed aan op de doelstellingen van de stichting. Het plan is modernistisch, helder en aangepast aan het eisenprogramma. Het bevat een receptieruimte, een grote eetzaal, individuele studio's met een werkruimte, een slaapkamer en een badkamer alsook een appartement voor de koningin. Verder bevat het geheel een groot salon dat snel omvormbaar is tot concertzaal. Het gebouw ligt in een ruim bemeten park dat zich uitstrekt tot aan de rand van het Zoniënwoud. De stilte en de verkregen afzondering zet aan tot concentratie en de nodige ontspanning van de aldaar verblijvende musici.
Een uitbreiding ervan door dezelfde architect vond plaats begin jaren 1950 om onderdak te bieden aan de twaalf laureaten van de internationale Koningin Elisabethwedstrijd voor piano, cello of viool. In 1994 werd het geheel als beschermd monument geklasseerd door het Waalse Gewest. Een belangrijk deel van het oorspronkelijke meubilair (werktafels, stoelen, zetels en zo meer) komt uit de bekende "Kortrijkse Kunstwerkstede Gebroeders De Coene/ Les Ateliers d'Art de Courtrai De Coene Frères" en bevindt zich nog steeds in de Muziekkapel. Het belang van deze designmeubelen werd in het Kunsttijdschrift Vlaanderen nummer 306 van juni 2005 door de De Coenekenner Noël Hostens op pagina 172 als volgt toegelicht:
Ook de selectie van de art-decomeubelen die in 1939 voor het interieur van de 'Muziekkapel van Koningin Elisabeth' bij De Coene werd aangekocht geeft er ons een idee van welke toen de topmodellen van De Coene waren. Vóór 1939 stonden in de toonzaal van De Coene te Kortrijk circa 100 modellen opgesteld. Uit dit aanbod werden voor de muziekkapel de modellen Oxford/Cambridge, Anna, Paris, Jan/Jean en Erasmus gekozen.
Tijdens de Koningin Elisabethwedstrijd voor piano, cello, viool en zang wordt er telkens een derde prijs toegekend, genoemd "Prijs Graaf de Launoit", als dank aan zijn grote betrokkenheid in dit initiatief.
In 2014 werd het 75-jarig bestaan van de kapel gevierd met een galaconcert in BOZAR, met medewerking van dirigent Augustin Dumay, pianiste Maria João Pires en leerlingen van de kapel, in aanwezigheid van koning Albert II en koningin Paola.
In het voorjaar 2015 werd het opleidingscentrum  uitgebreid met een omvangrijke nieuwbouw van de hand van architect Olivier Bastin waardoor het geheel verdubbelde in oppervlakte. Het herbergt twintig goed geluidsgeïsoleerde woonstudio's met een eigen vleugelpiano. Verder is er een uitbreiding met een naar behoeven omvormbaar auditorium met zicht op het achterliggend woud.

## Functie en doelstelling
De later opgerichte vzw Muziekkapel beheert de gebouwen. De stichting kan rekenen op overheidssubsidies en op steun van private sponsors. De Muziekkapel is (naast de Koningin Elisabethwedstrijd en Antwerp Symphony Orchestra, residentie-orkest van de Koningin Elisabethzaal) een van de drie Elisabeth-instellingen in België.
In juli 2004 werd de Muziekstichting Koningin Elisabeth in het leven geroepen met als doel een vernieuwende rol te spelen in het Belgische muzikale landschap, waarbij de krachten gebundeld werden tussen enerzijds de bestaande Muziekkapel Koningin Elisabeth en de andere partners zoals de Stichting Euphonia en de Philharmonische Vereniging. Daarbij werd gebruikgemaakt van de pedagogische deskundigheid van de muziekkapel om een derde onderwijscyclus in het leven te roepen, bestemd voor de muzikale vorming van uitzonderlijk beloftevolle jonge muzikale talenten. Over een langere termijn termijn gezien was het de bedoeling een trendsetter te worden inzake muziekonderwijs in Europa.
De stichting doet een beroep op drie eminente professoren die in de eerste plaats grote solisten zijn en goed vertrouwd met de realiteit van het artistieke leven: Augustin Dumay voor viool, Abdel Rahman El Bacha voor piano en José Van Dam voor de afdeling zang. Er is een afdeling kamermuziek gepland onder de hoede van het Artemis Quartet. Als direct resultaat behaalde de Belg Yossif Ivanov, die een vervolmakingsjaar volgde bij Augustin Dumay, de tweede plaats in de Koningin Elisabethwedstrijd 2005. Plamena Mangova volgde sinds 2004 een postgraduaat piano bij de Muziekkapel Koningin Elisabeth onder leiding van Abdel Rahman El Bacha en behaalde in 2007 op het concours de tweede plaats.
De stichting tracht ook aansluiting te vinden bij het Real Conservatorio Superior de Música de Madrid Koningin Sofia in Madrid, de Sibeliusacademie in Helsinki en het Royal College of Music van Londen als eerste aanzetten voor een Europees pedagogisch netwerk. Een bijkomende doelstelling van de kapel bestaat uit een minimum aan begeleiding van de laureaten van de Koningin Elisabethwedstrijd voor piano, cello of viool.